# Arhynchobatidae
Arhynchobatidae – rodzina ryb chrzęstnoszkieletowych z rzędu rajokształtnych (Rajiformes).

## Rozmieszczenie geograficzne
Do rodzaju należą gatunki występujące we wszystkich oceanach, od wód Arktyki po Antarktydę.

## Podział systematyczny
Do rodzaju należą następujące gatunki:
- Arctoraja Ishiyama, 1958
- Arhynchobatis Waite, 1909 – jedynym przedstawicielem jest Arhynchobatis asperrimus Waite, 1909
- Atlantoraja Menni, 1972
- Bathyraja Ishiyama, 1958
- Brochiraja Last & McEachran, 2006
- Insentiraja Yearsley & Last, 1992
- Irolita Whitley, 1931
- Notoraja Ishiyama, 1958
- Pavoraja Whitley, 1939
- Psammobatis Günther, 1870
- Pseudoraja Bigelow & Schroeder, 1954 – jedynym przedstawicielem jest Pseudoraja fischeri Bigelow & Schroeder, 1954
- Rhinoraja Ishiyama, 1952
- Rioraja Whitley, 1939 – jedynym przedstawicielem jest Rioraja agassizii (Müller & Henle, 1841)
- Sympterygia Müller & Henle, 1837